# Prix Eeva-Liisa-Manner
Le prix Eeva-Liisa Manner (finnois : Eeva-Liisa Manner-palkinto) est un prix littéraire de Finlande.

## Description
Le prix est décerné tous les cinq ans depuis 1997 par l'Union des écrivains finlandais pour récompenser un poète.
Le prix est nommé en l'honneur d'Eeva-Liisa Manner.

## Liste des lauréats
| Année | Auteur           |
| ----- | ---------------- |
| 1997  | Eila Kivikk’aho  |
| 2000  | Kari Aronpuro    |
| 2005  | Väinö Kirstinä   |
| 2011  | Pekka Kejonen    |
| 2016  | Kai Nieminen     |
| 2021  | Susinukke Kosola |